# André Repond
André Repond, né le 10 avril 1886 à Marsens, et mort le 3 mars 1973 à Monthey, est un psychiatre suisse. Il a été élève d'Eugen Bleuler et l'un des premiers suisses romands à s'intéresser à la psychanalyse.

## Biographie
Il est né à Marsens où son père, Paul Repond était directeur de l'asile d'aliénés du canton de Fribourg. Son père a ouvert un autre asile, Malévoz, à Monthey en Valais où la famille s'était installée.
Après des études de médecine, il se spécialise en psychiatrie à la Clinique psychiatrique du Burghölzli à Zurich, où outre Bleuler, il se lie à Ludwig Binswanger et Eugène Minkowski. Il a été analysé par Henri Flournoy puis a participé aux sessions de la Société suisse de psychanalyse dès 1928. À la suite des idées d'Édouard Toulouse en France, il crée et préside le Comité national suisse d'hygiène mentale, fondé dans la perspective d'améliorer le traitement des malades mentaux, de les défendre dans leurs droits, de promouvoir un système de dépistage et de prévention chez les enfants. Raymond de Saussure, Édouard Claparède en deviendront membres actifs.
À noter que c'est à son instigation et à l'hôpital de Malévoz (Monthey) que le diplôme d'infirmier en psychiatrie fut exigé pour le personnel de l'hôpital. C'est encore lui qui a ouvert une consultation de pédopsychiatrie avec Germaine Guex et Françoise Henny comme psychologues et psychanalystes. En 1930, le Service-médico pédagogique valaisan est ainsi l'un des premiers de Suisse. André Repond n'hésitait pas à affirmer face à Georges Heuyer que "(…) Seule l'étude psychologique, je dirai même psychanalytique, de l'enfant délinquant permet d'aborder ses problèmes, de les comprendre et, très souvent, de les résoudre". Il n'y a pas un domaine lié à la psychiatrie qui n'ait échappé à la créativité combative de Repond, il promeut la prise en charge sociale, le soin psychiatrique aux arriérés, la psychiatrie légale, etc.

## Œuvres
- Le traitement psychothérapique des maladies mentales, 1933.